# Onslunda
Onslunda est une localité suédoise dans la commune de Tomelilla en Scanie.
Sa population était de 494 habitants en 2019.